# Головні залізничні майстерні (Конотоп)
Головні залізничні майстерні — головні залізничні майстерні Конотопа для капітального ремонту паровозів і вагонів. Побудовано за наказом імператора Олександра II у 1869 році. Нині будівлі майже втрачені, хоча є пам'ятками історії міста.

## Історія
У 1868—1870 роках була побудована Курсько-Київська залізниця, яка пройшла через Конотоп. Будівництво майстерень почалося майже одночасно з будівництвом залізниці. Рух через місто було відкрито 17 грудня 1868 року і тоді ж був побудований залізничний вокзал, депо, і головні залізничні майстерні. Відкриття головних залізничних майстерень пройшло 1 (12) липня 1869 року. З 1870 року почало працювати механічне відділення та відділення по збірці паровозів.
На початку XX століття Конотоп стає одним з важливих промислових центрів лівобережної України. У зв'язку з важкими умовами праці та жорстокої експлуатації робітників разом з низькими соціальними умовами життя піднялося обурення працівників і у 1899 р. на Головних залізничних майстернях було організовано виступ робітників на захист своїх соціальних прав. У ньому взяли участь більше 600 чоловік. У 1900 році виникла перша соціал-демократична група, представники якої займалися пропагандистською роботою серед робітників залізничних майстерень. Вони привозили з Києва, Курська, Харкова листівки, прокламації, революційну літературу.
У 1929 році майстерні були передані у відання Народного комісаріату шляхів сполучення СРСР і перейменовані на Конотопський паровозовагоноремонтний завод.
З 1974 року скорочено назву — Конотопський вагоноремонтний завод. Із 2000 року назва стала ВАТ Конотопський завод по ремонту дизель-поїздів. 16 березня 2007 року був виставлений на продаж на аукціоні.

## Будівля майстерень
Майстерні розташовані прямо навпроти будівлі залізничного вокзалу. Будівлю майстерень виконано з каменю, має площу 1137 кв. сажень і фракційні путеї довжиною 1792 сажень. Крім цього майстерня включає 38 кв. сажень приміщень матеріального складу.
Склад майстерень:
- токарний цех,
- слюсарний цех,
- столярний цех,
- цех по збиранню паровозів на 16 стійок із дерев'яними кроквами над ними,
- мідноливарний цех,
- кузня,
- майстерня для ремонту вагонів,
- приміщення парового котла.